# Misono Waka
Misono Waka (美園 和花 (Mĩ-Viên Hòa-Hoa) 3 tháng 3 năm 1999 –) là một nữ diễn viên khiêu dâm người Nhật Bản. Cô thuộc về công ti B-DASH Promotion.

## Sự nghiệp
Tháng 2/2018, cô ra mắt ngành phim khiêu dâm với tư cách là nữ diễn viên độc quyền cho nhãn phim Seishun Jidai (Tuổi trẻ) của hãng SOD Create. Sau khi đóng 3 phim, cô đã tạm dừng hoạt động.
16/3/2019, tài khoản Twitter chính thức của cô được lập và cô đã thông báo trở lại hoạt động.
Vào tháng 2/2020, với phim "242 lần nuốt tinh dịch, kỉ lục cho số lần nuốt tinh dịch nhiều nhất trong lịch sử phim khiêu dâm!" (242発ごっくん AV史上最多ごっくん記録達成! ) (SOD Create) cô đã đạt kỉ lục 242 lần nuốt tinh trong một phim, vượt qua Ōsawa Mika với 231 lần và đã đưa cô trở thành người giữ kỉ lục.
7/8/2020, cô lần đầu xuất hiện trong phim điện ảnh "Kaidan Kaishunsō: Hãy chuyển vào với tôi" (đạo diễn bởi Furusawa Takeshi).
Tháng 11/2020, để ghi nhận kỉ lục của cô đã nhắc đến ở trên, cụm từ "AV史上最多ごっくん記録" (kỉ lục số lần nuốt tinh nhiều nhất lịch sử phim khiêu dâm) đã xếp thứ 8 cho Giải thưởng Từ khóa Phim khiêu dâm 2020 của tạp chí Playboy hàng tuần.
27/11/2020, cô đã lập 13 kỉ lục cho dự án "Đội điều tra ngực 81 (Pai) Challenge" (おっぱい調査団 81（パイ）チャレンジ) tổ chức bởi kênh truyền thông khiêu dâm MANGO của GeoTV.
3/12/2022, nhóm thần tượng "munk" được thành lập với thành viên là 4 nữ diễn viên thuộc B-Dash Misono Waka, Kashiwagi Konatsu, Takarada Monami, Uruki Sarara, và một buổi diễn ra mắt trực tiếp đã được tổ chức. Nhóm chủ yếu hát các bài nguyên tác như "Welcome mumk World" và "Process của tôi" (私のプロセス).
Tháng 5/2023, cô đứng thứ 42 trong cuộc "bầu cử nữ diễn viên khiêu dâm SEXY năng động năm 2023" của Asahi Geinō.
3/7/2023, phim tổng hợp của cô "【Túi may mắn】S-Cute chỉ có những cô gái xinh đẹp 15 phim không cắt 38 tiếng bản ghi!"(【福袋】S-Cute 可愛い子だけ15作品をノーカット収録38時間!) phát hành tháng 12/2022 đã xếp thứ nhất trên bảng xếp hạng sàn video FANZA hàng tuần. Phim cũng đã trở lại vị trí thứ 3 trên bảng xếp hạng sàn video FANZA tuần ngày 7/8.
Cô đã xếp thứ 4 trong bảng xếp hạng nữ diễn viên khiêu dâm hàng tháng của sàn video FANZA vào tháng 9/2023.
Trong tuần ngày 23/10/2023, phim của cô "Chị gái bạn gái tôi, người có nhiều ham muốn tình dục đã hớp hồn tôi bằng cặp mông lớn và tôi đã bùng nổ với ham muốn, liên tục quan hệ với chị trong bí mật và đã quan hệ bắn tinh vào bộ phận nhạy cảm liên tục mà bạn gái không biết Misono Waka" (性欲を持て余した彼女のお姉さんから発情デカ尻誘惑されて性欲爆発した僕は彼女に内緒でこっそりハメまくり何度も尻ブッカケSEXした 美園和花) (h.m.p) đã xếp thứ 7 trên bảng xếp hạng sàn bán hàng qua bưu điện của FANZA.
Tháng 10/2023, cô đã giữ vững vị trí xếp thứ 4 trong bảng xếp hạng nữ diễn viên khiêu dâm hàng tháng của sàn video FANZA. Cô cũng đã xếp thứ 9 trong bảng xếp hạng nữ diễn viên khiêu dâm hàng tháng của sàn video FANZA vào tháng 11.

## Đời tư
- Cô sinh ra tại tỉnh Kagawa.[16] Cô lớn lên tại một thị trấn vùng quê và đi đến trường trung học bằng xe máy 50cc.[17] Trước khi ra mắt ngành cô chỉ quan hệ với một người mà cô đã có một mối quan hệ lâu dài khi còn học trung học.[17] Cô cũng đã tham gia câu lạc bộ bơi lội khi còn là học sinh.[17]
- Trước khi tạm dừng hoạt động, tiền từ ba phim cho nhãn phim Tuổi trẻ được cô dùng để trả học phí.[3] Cô đã không đóng phim khiêu dâm nữa do cô đã có đủ số tiền cần thiết, tuy nhiên do những người xung quanh cô đã biết đến điều này, cô đã chọn trở lại đóng phim khiêu dâm để giữ sự tích cực hơn là lo lắng bị phân biệt đối xử về nó.[17]